# Il mito del XX secolo
(Inizio del primo capitolo)
Il mito del XX secolo (in tedesco Der Mythus des 20. Jahrhunderts) è un libro scritto dal politico e filosofo Alfred Rosenberg. Insieme al Mein Kampf di Adolf Hitler è considerato il manifesto del nazionalsocialismo.
Il titolo è un riferimento al trattato I fondamenti del XIX secolo di Houston Stewart Chamberlain. Il mito del titolo è il nazionalsocialismo, descritto dall'autore come "il mito del sangue, che sotto l'egida della svastica scatena la rivoluzione mondiale della razza".

## Retroscena culturale
Le influenze sul libro sono molteplici. Rosenberg si rifà soprattutto a Chamberlain, Arthur de Gobineau e Madison Grant per quanto riguarda le teorie razziste e l'esaltazione della razza ariana, discendente dai popoli indoeuropei. Altre figure ispiratrici furono Meister Eckhart, Richard Wagner (per la concezione del romanticismo) e Friedrich Nietzsche, sebbene l'interpretazione di quest'ultimo in direzione delle teorie naziste sia sempre stata considerata controversa.

## La filosofia delMito
Rosenberg esalta l'idea di una razza superiore, quella ariana, che avrebbe trionfato sul mondo, ma che doveva anche mantenersi pura, eliminando le razze inferiori e "purificandosi" da ideologie che la corrompevano, come il Giudaismo e il Cristianesimo tradizionale, da sostituirsi con il Cristianesimo positivo.
Il libro fu l'unico testo dell'ideologia nazionalsocialista ad essere messo all'Indice dalla Chiesa cattolica, che ne condannava in pieno le tesi.